# Liegi-Bastogne-Liegi 1978
La Liegi-Bastogne-Liegi 1978, sessantaquattresima edizione della corsa, fu disputata il 23 aprile 1978 per un percorso di 241,7 km. Fu vinta dal belga Joseph Bruyère, ex gregario di Eddy Merckx, giunto al traguardo in 6h37'42" alla media di 36,465 km/h, precedendo il tedesco occidentale Dietrich Thurau e l'italiano Francesco Moser alla sua unica partecipazione alla Liegi-Bastogne-Liegi.
Dei 156 ciclisti alla partenza furono in 51 a portare a termine la gara.

## Ordine d'arrivo (Top 10)
| Pos. | Corridore                | Squadra   | Tempo   |
| ---- | ------------------------ | --------- | ------- |
| 1    | Joseph Bruyère           | C & A     | 6h37'42 |
| 2    | Dietrich Thurau          | Ijsboerke | a 1'35" |
| 3    | Francesco Moser          | Sanson    | s.t.    |
| 4    | Michel Laurent           | Miko      | s.t.    |
| 5    | Herman Van Springel      | Marc Zeep | s.t.    |
| 6    | Hennie Kuiper            | Peugeot   | s.t.    |
| 7    | Gianbattista Baronchelli | Scic      | a 2'05" |
| 8    | Yves Hézard              | Peugeot   | s.t.    |
| 9    | Freddy Maertens          | Flandria  | a 4'18" |
| 10   | Ludo Peeters             | Ijsboerke | a 4'18" |